# Chikhli
Chikhli è una suddivisione dell'India, classificata come census town, di 6.953 abitanti, situata nel distretto di Navsari, nello stato federato del Gujarat. In base al numero di abitanti la città rientra nella classe V (da 5.000 a 9.999 persone).

## Geografia fisica
La città è situata a 20° 45' 0 N e 73° 4' 0 E e ha un'altitudine di 18 m s.l.m..

## Società

### Evoluzione demografica
Al censimento del 2001 la popolazione di Chikhli assommava a 6.953 persone, delle quali 3.546 maschi e 3.407 femmine. I bambini di età inferiore o uguale ai sei anni assommavano a 664, dei quali 346 maschi e 318 femmine. Infine, coloro che erano in grado di saper almeno leggere e scrivere erano 5.611, dei quali 3.018 maschi e 2.593 femmine.